# Commissie voor de Inlichtingen- en Veiligheidsdiensten
De Commissie voor de Inlichtingen- en Veiligheidsdiensten (CIVD), informeel ook wel Commissie Stiekem, is een commissie van de Tweede Kamer die belast is met de parlementaire controle op de Nederlandse geheime diensten. De commissie bestaat uit minimaal vijf en maximaal zeven fractievoorzitters en vergadert onder strikte geheimhouding, maar brengt over haar werkzaamheden wel verslag uit aan de Tweede Kamer.

## Instelling en ontwikkeling
Na de oprichting van de Binnenlandse Veiligheidsdienst (BVD) in 1949 zag een meerderheid van de Tweede Kamer de noodzaak van een dergelijke dienst wel in, maar was toch bevreesd dat zij er te weinig invloed op zou hebben. Vanuit de Kamer werd het idee van een toezichtscommissie geopperd, maar toenmalig minister van binnenlandse zaken Frans Teulings was daar tegen: inlichtingenvergaring behoorde volgens hem geheel tot de uitvoerende macht en bovendien vreesde hij voor te diepgaande vragen.
De nieuwe minister van binnenlandse zaken, Louis Beel, werd begin 1952 door het PvdA-Kamerlid Jaap Burger echter dermate onder druk gezet, dat snel de 'Vaste Commissie voor de Binnenlandse Veiligheidsdienst' werd ingesteld, die op 26 maart 1952 Carl Romme van de KVP tot voorzitter koos. Lid van de commissie werden de fractievoorzitters van de vijf grootste partijen in de Kamer en voor de toekomst zou de Kamervoorzitter verhinderen dat de fractievoorzitter van de communistische CPN in de commissie zou kunnen komen.
Toezicht op de Buitenlandse Inlichtingendienst en de militaire inlichtingendiensten was buiten de bevoegdheid van de nieuwe commissie gehouden, zodat deze zich alleen bezighield met de BVD. Het was wereldwijd de eerste parlementaire commissie die toezicht op geheime diensten hield. Vergelijkbare commissies kwamen er bijvoorbeeld in Duitsland na 1956, in de Verenigde Staten medio jaren zeventig en in Frankrijk en Groot-Brittannië pas eind jaren negentig.
In 1966 kreeg de commissie haar huidige naam: Commissie voor de Inlichtingen- en Veiligheidsdiensten.
In oktober 2003 bleef PvdA-fractievoorzitter Wouter Bos uit protest bij een vergadering van de CIVD weg, waarin de regering zou toelichten welke rol de inlichtingendiensten hadden gespeeld bij de kwestie rondom het huwelijk van prins Friso met Mabel Wisse Smit. CDA-leider Maxime Verhagen liet daarop weten dat de commissie dan maar beter kon worden opgeheven. Ook een meerderheid van de Tweede Kamer vond dat er eerst een openbaar debat zou moeten plaatsvinden, voordat de commissie vertrouwelijk zou worden ingelicht.
In de periode tussen 1997 en 2007 vergaderde de CIVD gemiddeld eens per twee maanden. De bijeenkomsten vonden plaats in een zaaltje waarbij de fractievoorzitters rond een tafel zaten, waarbij de voorzitter geflankeerd werd door de minister van Binnenlandse Zaken en het hoofd van de AIVD en soms ook door de minister van Defensie en het hoofd van de MIVD. Bij de vergaderingen werd hoofdzakelijk (geheime) informatie meegedeeld en er kon om verduidelijking worden gevraagd, maar discussie en debat bleef voorbehouden aan de openbare commissievergaderingen.
Toenmalig AIVD-hoofd Sybrand van Hulst (1997-2007) vond de Commissie goed functioneren, voormalig minister van Binnenlandse Zaken Johan Remkes (2002-2007) was echter van mening dat de fractievoorzitters te weinig initiatief en diepgang toonden. Ook Femke Halsema, die van 2002-2010 fractievoorzitter van GroenLinks was, had stevige kritiek op het functioneren van de CIVD, wat volgens haar mede te wijten was aan de lage prioriteit die aan het controleren van de geheime diensten werd gegeven.
Nadat in 2017 het aantal leden van de Commissie was teruggebracht tot vijf, pleitten zowel Remkes als Halsema er voor om in plaats van de fractievoorzitters, fractiespecialisten in de Commissie zitting te laten nemen. Deze kunnen meer tijd en aandacht voor de diensten vrijmaken dan de fractievoorzitters.

## Taak
De commissie oefent controle uit over de diensten die zich bezighouden met het nationale en internationale beleid op het gebied van veiligheid, namelijk de Algemene Inlichtingen- en Veiligheidsdienst (AIVD) en de Militaire Inlichtingen- en Veiligheidsdienst (MIVD). De commissie heeft onder meer inzage in het (eventuele) geheime deel van het jaarverslag van de Commissie van Toezicht op de Inlichtingen- en Veiligheidsdiensten (CTIVD) en oefent zo namens de Kamer de parlementaire controle uit.
De CIVD brengt jaarlijks een verslag uit met daarin vermeld hoe vaak de commissie het afgelopen jaar is bijeengekomen en (in algemene bewoordingen) welke onderwerpen er besproken werden. In 2012 kwam de commissie zeven keer bijeen, in 2014 achttien maal.

## Lidmaatschap
De fractievoorzitters van de partijen in de Tweede Kamer zijn niet verplicht om aan de bijeenkomsten van de CIVD deel te nemen. De voorzitter van de CIVD is de fractievoorzitter van de grootste partij.
Sinds begin 2004 bestond de commissie in principe uit alle fractievoorzitters. De SP had aanvankelijk te kennen gegeven geen zitting in de commissie te willen nemen, met het argument dat ze dan verplicht zou zijn de ontvangen informatie geheim te houden, waardoor de partij niet langer vrij zou zijn de regering ter verantwoording te roepen in het parlement. Dit standpunt veranderde in april 2009, toen de SP, mede op aandringen van de AIVD, tot de commissie toetrad. Omdat de SP op dat moment in zetelaantal de derde partij was in de Kamer, was het volgens de AIVD ongewenst als deze partij geen zitting in de commissie zou hebben.
Fractievoorzitter Marianne Thieme van de Partij voor de Dieren heeft volgens eigen zeggen nog nooit een vergadering van de commissie bijgewoond. Ook andere fractievoorzitters kwamen regelmatig niet opdagen, reden waarom de Commissie-Dessens eind 2013 adviseerde om de CIVD te voorzien van ondersteuning door een kleine ambtelijke staf.
In december 2016 werd voorgesteld om het lidmaatschap van de CIVD te beperken tot de voorzitters van de vijf grootste Kamerfracties, waarbij de Tweede Kamer kan besluiten om nog een of twee andere leden te benoemen, bijvoorbeeld om voldoende ervaring te waarborgen of te zorgen dat ook oppositiepartijen voldoende vertegenwoordigd zijn. De reden voor deze beperking zou zijn dat de commissie hiermee flexibeler kan inspelen op actuele ontwikkelingen. Bovendien zou het de kans op lekken van staatsgeheimen verminderen. Eerder was echter door VVD-fractievoorzitter Zijlstra de zorg geuit dat de Turkse overheid wellicht toegang tot gevoelige informatie zou kunnen krijgen wanneer de fractievoorzitter van DENK lid van de commissie zou worden.
Uit het openbare verslag van de commissie bleek dat in 2016 ongeveer de helft van de fractievoorzitters niet bij de vergaderingen aanwezig was geweest, wat de laagste opkomst was sinds dit wordt bijgehouden (vanaf 2014). De commissie bleek ook ontevreden met het geheime jaarplan van de AIVD, dat te abstract werd bevonden.
Tot aan de Tweede Kamerverkiezingen 2017 was de samenstelling van de commissie als volgt:
| - Halbe Zijlstra (VVD), voorzitter - Sybrand van Haersma Buma (CDA) - Jesse Klaver (GroenLinks) - Attje Kuiken (PvdA) - Alexander Pechtold (D66) | - Emile Roemer (SP) - Gert-Jan Segers (ChristenUnie) - Kees van der Staaij (SGP) - Marianne Thieme (PvdD) - Geert Wilders (PVV) |

Met ingang van de nieuwe zittingsperiode van de Tweede Kamer op 23 maart 2017 bestaat de Commissie voor de Inlichtingen- en Veiligheidsdiensten (CIVD) uit de fractievoorzitters van de vijf grootste politieke partijen. Op voordracht van de commissie kan de Kamer besluiten om nog een of twee andere fractievoorzitters tot lid van de commissie te benoemen.
De huidige samenstelling van de CIVD is als volgt:
- Geert Wilders (PVV), voorzitter
- Frans Timmermans (GroenLinks-PvdA)
- Dilan Yeşilgöz-Zegerius (VVD)
- Nicolien van Vroonhoven (NSC)
- Rob Jetten (D66)

## Geheimhouding
De CIVD vergadert onder strikte geheimhouding, waarbij zelfs de datum wanneer er vergaderd wordt geheim is en er ook geen mededelingen mogen worden gedaan over welke onderwerpen besproken zijn. De leden mogen geen stukken uit de vergadering meenemen, zij krijgen die alleen ter inzage. Datzelfde geldt voor de aantekeningen die worden gemaakt in plaats van formele notulen.
Ondanks dat de commissieleden inzage in geheime informatie krijgen, worden zij niet onderworpen aan een veiligheidsonderzoek. Dit vanwege de scheiding der machten, aangezien anders de minister van Binnenlandse Zaken via de AIVD het lidmaatschap zou kunnen beïnvloeden. Wel valt alles wat in de commissie besproken wordt onder de wettelijke geheimhoudingsverplichting.
Een in 2014 in weekblad Elsevier verschenen artikel meldde dat de zittingen van de commissie plaatsvonden in een normaal zaaltje van het Tweede Kamergebouw en dat de Kamerleden hun mobiele telefoon bij zich konden houden, wat er volgens Elsevier op wijst dat de beide diensten hier niet over hun meest gevoelige of geheime informatie spreken. Ook zouden de rapportages van AIVD en MIVD 'volgens ingewijden' als moeilijk te doorgronden worden ervaren.

## Lek uit de commissie
In november 2015 werd bekend dat er een onderzoek gaande was naar een lek bij de Commissie voor de Inlichtingen- en veiligheidsdiensten (CIVD). Eén of meerdere leden zouden vertrouwelijke informatie hebben meegedeeld aan een journalist van NRC Handelsblad. Deze krant had op 18 februari 2014 onthuld dat tijdens de commissievergadering van 12 december 2013 door minister van Defensie Jeanine Hennis en het hoofd van de MIVD gemeld was dat 1,8 miljoen telefoniemetadata door Nederlandse diensten waren verzameld en met de Amerikaanse NSA waren gedeeld. Volgens bronnen vanuit de oppositie werd dit echter slechts kort gemeld tijdens de rondvraag en werd niet duidelijk gemaakt dat hiermee werd teruggekomen op eerdere uitspraken hierover door minister van Binnenlandse Zaken Ronald Plasterk.

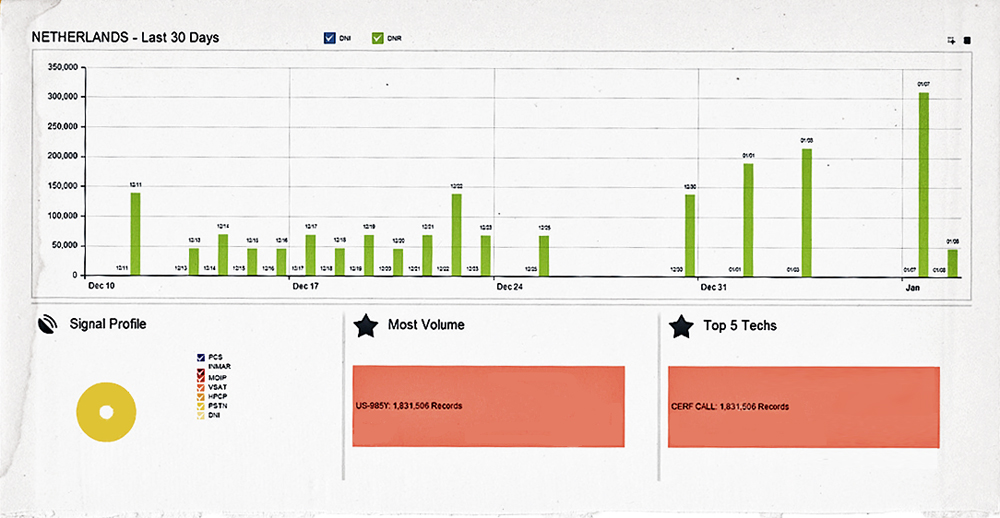
Grafiek van de NSA met daarin de 1,8 miljoen metadata die Nederland verzameld en met de NSA gedeeld heeft

In oktober 2013 had Plasterk namelijk publiekelijk verklaard dat de Amerikaanse afluisterdienst NSA klaarblijkelijk de gegevens van 1,8 miljoen Nederlandse telefoongesprekken had verzameld. Dit was destijds de algemeen gangbare, maar naar later bleek foutieve interpretatie van een grafiek van de NSA die in het kader van de Snowden-onthullingen naar voren was gekomen.

### Ware toedracht
Gedwongen door een rechtszaak, moest de regering hier op 4 februari 2014 op terugkomen, en verklaarde dat het in werkelijkheid de Nederlandse afluisterorganisatie NSO was geweest die de 1,8 miljoen metadata had verzameld "in het kader van terrorismebestrijding en militaire operaties in het buitenland", waarna deze waren gedeeld met de Verenigde Staten.
Tijdens een debat op 11 februari dienden acht oppositiepartijen onder leiding van fractievoorzitter Pechtold van D66 een motie van wantrouwen in tegen minister Plasterk, waarin laatstgenoemde verweten werd dat hij de Tweede Kamer niet over de juiste herkomst van de metadata had geïnformeerd. Dit tot woede van PvdA-leider Samsom, die de suggestie wekte dat de Kamer via de CIVD wél over de juiste toedracht was ingelicht, iets dat ook de opvatting van premier Rutte was.
Het NRC-artikel van 18 februari wist voorts te melden dat tijdens een ingelaste vergadering van de CIVD op 5 februari, Plasterk had aangegeven dat hij in het openbare Kamerdebat wilde zeggen dat de commissie in vertrouwen over deze kwestie geïnformeerd was. Voorzitter Zijlstra was daar echter op tegen. Ook werd tijdens deze bijeenkomst geconcludeerd dat tijdens de vergadering van 12 december inderdaad de juiste toedracht omtrent de 1,8 miljoen metadata was besproken, maar dat het politieke belang ervan niet genoeg duidelijk was geworden.
Diezelfde dag, 18 februari, vergaderde de commissie over de kwestie en kwam, hoogst uitzonderlijk, met een openbare verklaring waarin de fractievoorzitters lieten weten: "De CIVD acht zich [...] niet geïnformeerd over de rol en werkwijze van de Nederlandse inlichtingen- en veiligheidsdiensten bij de verzameling van de 1,8 miljoen metadata".

### Onderzoek
Op 13 maart 2014 werd namens commissievoorzitter Halbe Zijlstra bij het Openbaar Ministerie (OM) aangifte gedaan van het "schenden van de geheimhoudingsplicht uit een besloten vergadering van de CIVD". Hierna volgde een onderzoek door de Rijksrecherche, waarbij onder meer is gekeken naar met welke fractievoorzitters de betreffende NRC-journalist telefonisch contact had gehad. Er zijn daarbij geen telefoons afgetapt.
Het OM concludeerde in november 2015 dat één of meerdere fractievoorzitters zich schuldig gemaakt zou kunnen hebben aan een ambtsmisdrijf. Voor Kamerleden kan de vervolging daarvan volgens art. 119 van de Grondwet echter alleen worden bevolen door de regering of de Tweede Kamer. De zaak werd daarom overgedragen aan de Tweede Kamer, waarvan het presidium op 12 november 2015 besloot om een onderzoekcommissie in te stellen. Deze bestond uit de Kamerleden Vera Bergkamp (D66), Michiel van Nispen (SP), Raymond de Roon (PVV), Carola Schouten (ChristenUnie), Mark Harbers (VVD), Madeleine van Toorenburg (CDA) en Jeroen Recourt (PvdA). De commissie moest binnen 3 maanden nagaan of er voldoende reden was om tot vervolging over te gaan. Carola Schouten werd op 18 november als voorzitter van de onderzoekscommissie gekozen.
Op 20 januari 2016 werden de bevindingen van de commissie-Schouten gepresenteerd; er was geen bewijs gevonden dat een bepaald persoon uit de commissie-Stiekem had gelekt. Volgens de commissie was goed onderzoek echter niet mogelijk wegens verouderde wetgeving.

De commissie onderschrijft de conclusies uit het rapport Publiek Geheim dat in 2010 in opdracht van de Tweede Kamer is opgesteld. Daarin werd geconstateerd dat de wettelijke procedure voor vervolging van politieke ambtsdragers 'in de praktijk onbegaanbaar' en een 'een mission impossible' is. De niet uitgevoerde aanbeveling uit dit rapport, te weten 'Streven naar een modernisering van de wetgeving op grond waarvan ministers, staatssecretarissen en Kamerleden voor ambtsdelicten kunnen worden vervolgd', is volgens de commissie nog steeds actueel.

In de media werd teleurgesteld gereageerd.

### Commentaar
Staatsrechtgeleerde en voormalig PvdA-fractievoorzitter in de Eerste Kamer Joop van den Berg uitte stevige kritiek op de gang van zaken rond het lek. Hij sprak van "een opeenstapeling van blunders" aan de kant van zowel de minister van Binnenlandse Zaken, als Alexander Pechtold, het Openbaar Ministerie en het presidium. Van den Berg merkte onder meer op dat het presidium "om onverklaarbare redenen" een bepaling van de Wet op de ministeriële verantwoordelijkheid buiten toepassing liet die voorschrijft dat de aanklacht aan de 'betrokkene' wordt medegedeeld, met als gevolg dat de commissie van onderzoek zonder specifieke verdachte zat. Ook medewerker van het Parlementair Documentatiecentrum Bert van den Braak stelde vraagtekens bij de manier waarop het presidium de Wet op de ministeriële verantwoordelijkheid in deze zaak heeft toegepast. Hij noemde daarnaast het onder ede verhoren van verdachten gezien het nemo-teneturbeginsel "per definitie kansloos".